# Iulidesmus typicus
Iulidesmus typicus är en mångfotingart som beskrevs av Filippo Silvestri 1895. Iulidesmus typicus ingår i släktet Iulidesmus och familjen orangeridubbelfotingar. Inga underarter finns listade i Catalogue of Life.